# Damníkov
Damníkov är en ort i Tjeckien.   Den ligger i regionen Pardubice, i den östra delen av landet, 150 km öster om huvudstaden Prag. Damníkov ligger 366 meter över havet och antalet invånare är 685.
Terrängen runt Damníkov är platt österut, men västerut är den kuperad. Damníkov ligger nere i en dal. Runt Damníkov är det ganska glesbefolkat, med 43 invånare per kvadratkilometer. Närmaste större samhälle är Lanškroun, 5,9 km nordost om Damníkov. Trakten runt Damníkov består till största delen av jordbruksmark.